# Olib
Olib é uma ilha do Mar Adriático que fica na Croácia. Possui cerca de 26,14 km² e 147 habitantes.